# Gagea mauritanica
Gagea mauritanica là một loài thực vật có hoa trong họ Liliaceae. Loài này được Durieu miêu tả khoa học đầu tiên năm 1850.